# 제주중앙여자고등학교
제주중앙여자고등학교(濟州中央女子高等學校)는 대한민국 제주특별자치도 제주시 이도이동에 있는 공립 고등학교이다.

## 학교 연혁
- 1979년 11월 21일 : 제주중앙여자고등학교 18학급 설립인가
- 1980년 3월 1일 : 초대 교장 강정은 선생 취임
- 1980년 3월 1일 : 개교(제주여상 보통과 2,3학년 학생 수용 및 신입생 6학급 배정 받음)
- 1980년 11월 21일 : 제1회 개교기념 행사(설립인가일을 개교 기념일로 정함)
- 1997년 5월 15일 : 체육관 개관
- 1997년 10월 1일 : 급식소 개소
- 2000년 5월 25일 : 본관 4층 증축 준공
- 2002년 2월 25일 : 별관동 증축
- 2004년 1월 14일 : 36학급 학칙 변경 인가
- 2004년 2월 5일 : 도서관 준공
- 2013년 3월 1일 : 특수학급 1학급 설치
- 2017년 2월 24일 : 급식소 2층 준공
- 2017년 3월 9일 : 신관 3층 증축 준공
- 2023년 1월 31일 : 제43회 졸업식(총 졸업생 17,747명)
- 2023년 3월 1일 : 제주형 자율학교 운영
- 2023년 9월 1일 : 제20대 교장 김창수 선생 취임
- 2024년 3월 1일 : 고교학점제 준비학교 운영
- 2024년 3월 1일 : AI·정보교육 중심학교 지정 및 융합교육 운영(2020. 3. 1. ~ 2026. 2. 28.)
- 2025년 3월 5일 : 제48회 입학식(신입생 367명)

## 참고 자료
- 제주중앙여자고등학교 - 한국교육학술정보원 학교알리미